# Nicolaas Laurens Burman
Nicolaas Laurens Burman ( Amsterdam, 1734 – 1793 ) foi um botânico neerlandês, filho de  Johannes Burman (1707-80).

## Biografia
Nicolaas Burman foi alno de Carl Linnaeus na Universidade de Uppsala. Nicolaas sucedeu seu pai como professor de Botânica na Universidade de Amsterdã.
Em 1768, Burman descreveu duas plantas em sua Flora Indica (que significa "flores das Índias'). Burman incorretamente as chamou de samambaias, e disse que eram "ex Java" (de Java), mas tinham vindo da Austrália, sua Polypodium truncatum era na verdade Acacia truncata e sua Polypodium spinulosum era na verdade Synaphea spninulosa.